# Michal Ivan
Michal Ivan (* 18. November 1999 in Žiar nad Hronom) ist ein slowakischer Eishockeyspieler, der seit 2021 beim Bílí Tygři Liberec in der tschechischen Extraliga unter Vertrag steht.

## Karriere
Michal Ivan begann seine Karriere als Eishockeyspieler in der Nachwuchsabteilung des HKM Zvolen, für dessen Profimannschaft er in der Saison 2015/16 sein Debüt in der Extraliga gab. Bereits mit 17 Jahren war er Stammspieler in Zvolen. Beim CHL Import Draft 2017 wurde er in der ersten Runde an insgesamt 38. Position vom Titan d’Acadie-Bathurst aus der kanadischen Juniorenliga LHJMQ ausgewählt und wechselte nach Kanada. 2018 konnte er mit dem Team nicht nur den Coupe du Président, sondern auch den 100. Memorial Cup gewinnen. Im Januar 2019 wechselte er zum Ligakonkurrenten Voltigeurs de Drummondville, bei dem er seine zweite kanadische Spielzeit beendete.
Nach zwei Jahren in Québec kehrte Ivan 2019 nach Europa zurück und spielte zunächst ein Jahr beim HC Pardubice in der tschechischen Extraliga. Es folgte eine Spielzeit bei seinem Stammverein in Zvolen, mit dem er 2021 slowakischer Meister wurde. Anschließend zog es ihn wieder nach Tschechien, wo er seither für Bílí Tygři Liberec auf dem Eis steht.

### International
Für die Slowakei nahm Ivan im Juniorenbereich an den U18-Weltmeisterschaften 2016 und 2017 sowie den U20-Weltmeisterschaften 2018 und 2019 teil.
Mit der slowakischen Herren-Auswahl spielte er bei den Weltmeisterschaften 2021, 2022, 2023 und 2024.

## Erfolge und Auszeichnungen
- 2018 Gewinn des Coupe du Président mit dem Titan d’Acadie-Bathurst
- 2018 Gewinn des Memorial Cup mit dem Titan d’Acadie-Bathurst
- 2021 Slowakischer Meister mit dem HKM Zvolen

## Statistik
(Stand: Ende der Saison 2023/24)